# Božana Butigan
Božana Butigan, född 19 augusti 2000, är en kroatisk volleybollspelare (center).
Butigan spelar med Kroatiens landslag och har med dem deltagit i EM 2019, 2021 och 2023 samt VM 2022. Hon har spelat med HAOK Mladost, Imoco Volley, Volley Bergamo 1991 och Azzurra Volley Firenze.